# Pont de Raulette
Le pont de Raulette est un pont destiné au franchissement de la Rouvre, dans le département de l'Orne en Normandie. 

## Localisation
Le pont de Raulette est situé sur l'ancienne commune de Chênesecq, actuelle commune de Craménil.

## Histoire
Le pont de Raulette appartient à un groupe de quatre ponts à péage construits au XVIe – XVIIe siècle non loin de moulins. Le groupe comprend également le pont de la Motte, le pont de Chênesecq et le pont Neuf.
L'édifice, située sur une parcelle privée et non visitable, est inscrit au titre des monuments historiques par arrêté du 31 août 1993.